# Norbornen
Norbornen (Bicyklo[2.2.1]hept-2-en) – organiczny związek chemiczny, mostkowy cykliczny węglowodór. Jest białym ciałem stałym o ostrym kwaśnym zapachu. Cząsteczka składa się z cykloheksenowego pierścienia z mostkiem metylowym w pozycji 1,4. W cząsteczce jest wiązanie podwójne, które powoduje znaczne naprężenie w pierścieniu i jego reaktywność.
Norbornen jest otrzymywany, jak wiele jego pochodnych, w reakcji Dielsa-Aldra cyklopentadienu z etylenem.

## Polinorbornen
Norbornen jest ważnym monomerem w metatetycznej polimeryzacji cykloolefin z otwarciem pierścienia (ROMP). Otrzymywany polinorbornen jest polimerem o wysokiej temperaturze zeszklenia.

Reakcja ROMP norbornenu